# White Denim
White Denim is een Amerikaanse vierkoppige rockband uit Austin, Texas. Hun muziek wordt beïnvloed door dub, psychedelische rock, blues, punkrock, progressieve rock, soul, jazz, experimentele rock, intense looping en ongebruikelijke songstructuren. 

## Discografie
- Workout Holiday (2008)
- Exposion (2008)
- Fits (2009)
- Last Day of Summer (2010)
- D (2011)
- Corsicana Lemonade (2013)
- Stiff (2016)
- Performance (2018)
- Side Effects (2019)
- World as a Waiting Room (2020)